# Тервюрен
Тервюрен (нидерл. Tervuren) — муниципалитет в Центральной Бельгии, провинция Фламандский Брабант. Расположен в 8 км к востоку от Брюсселя. Население составляет около 20 600 человек (2006).
В Тервюрене находится Королевский музей Центральной Африки, построенный в 1897 году к Всемирной выставке.

## Города-побратимы
- Дахау
- Клостер-Ленин

## Известные уроженцы
- Лангран-Дюмонсо, Андре (1826—1900) — бельгийский финансист, банкир, предприниматель.

## Галерея

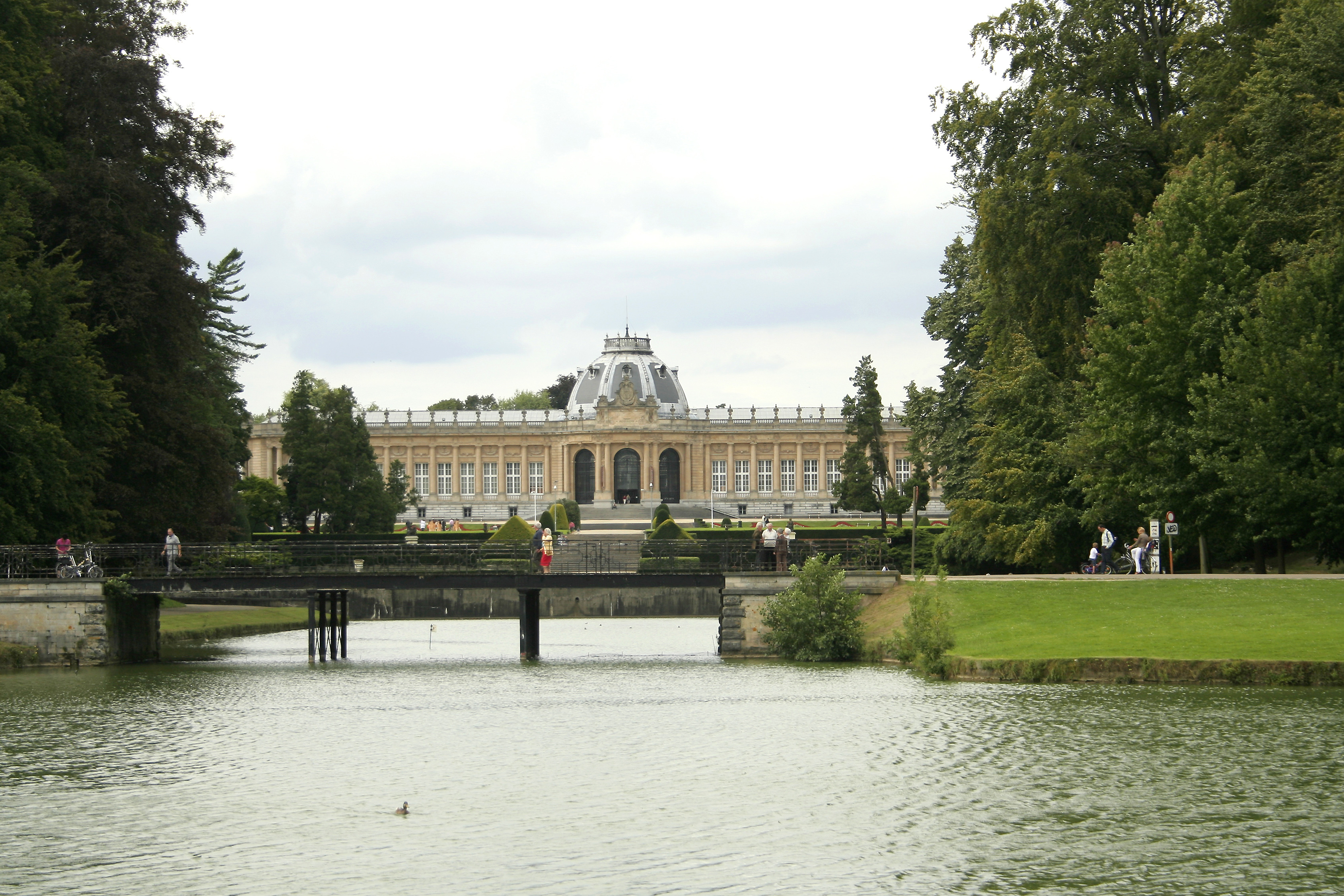
Королевский музей Центральной Африки
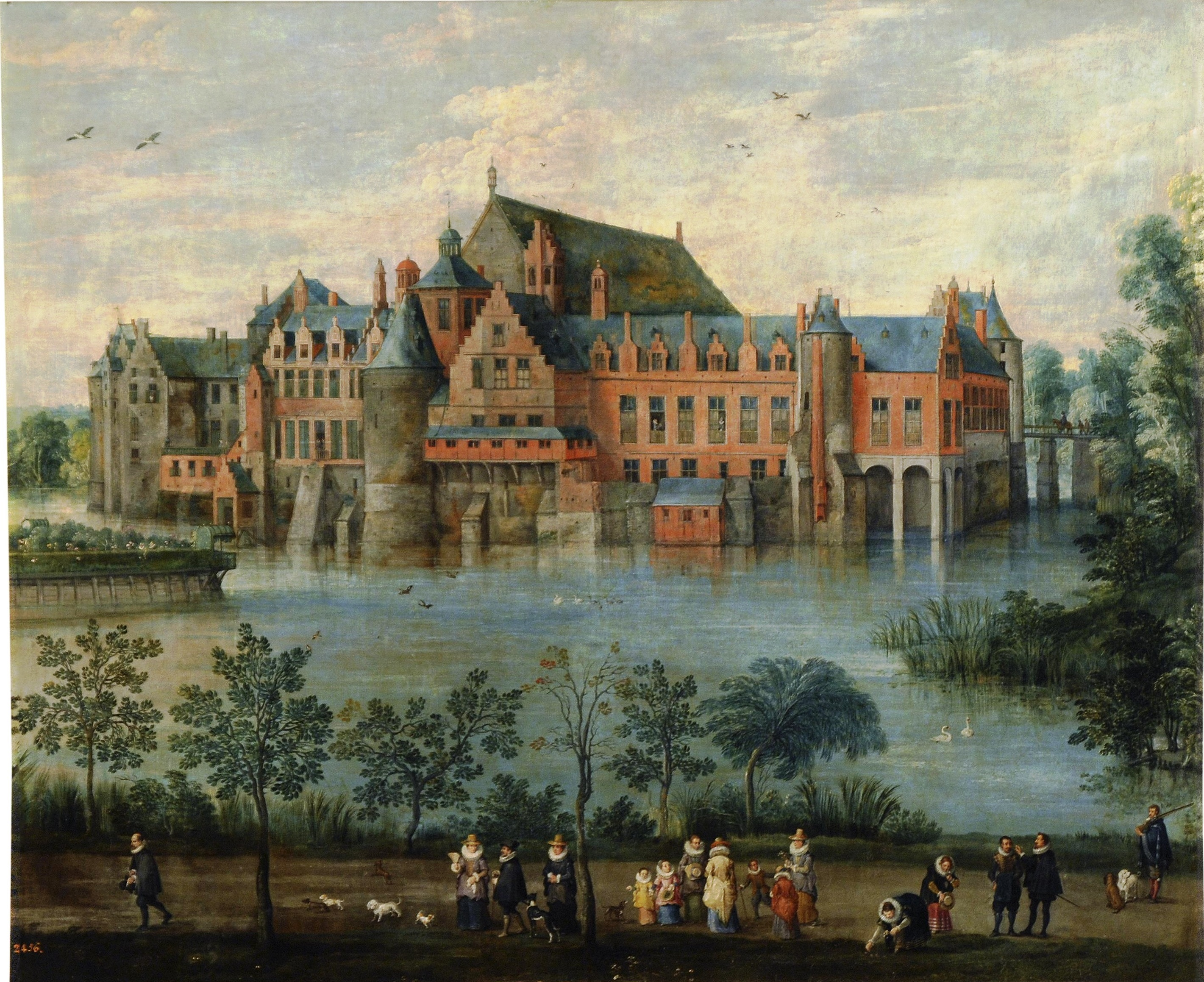
Замок Тервюрен[англ.]